# Donald Tovey

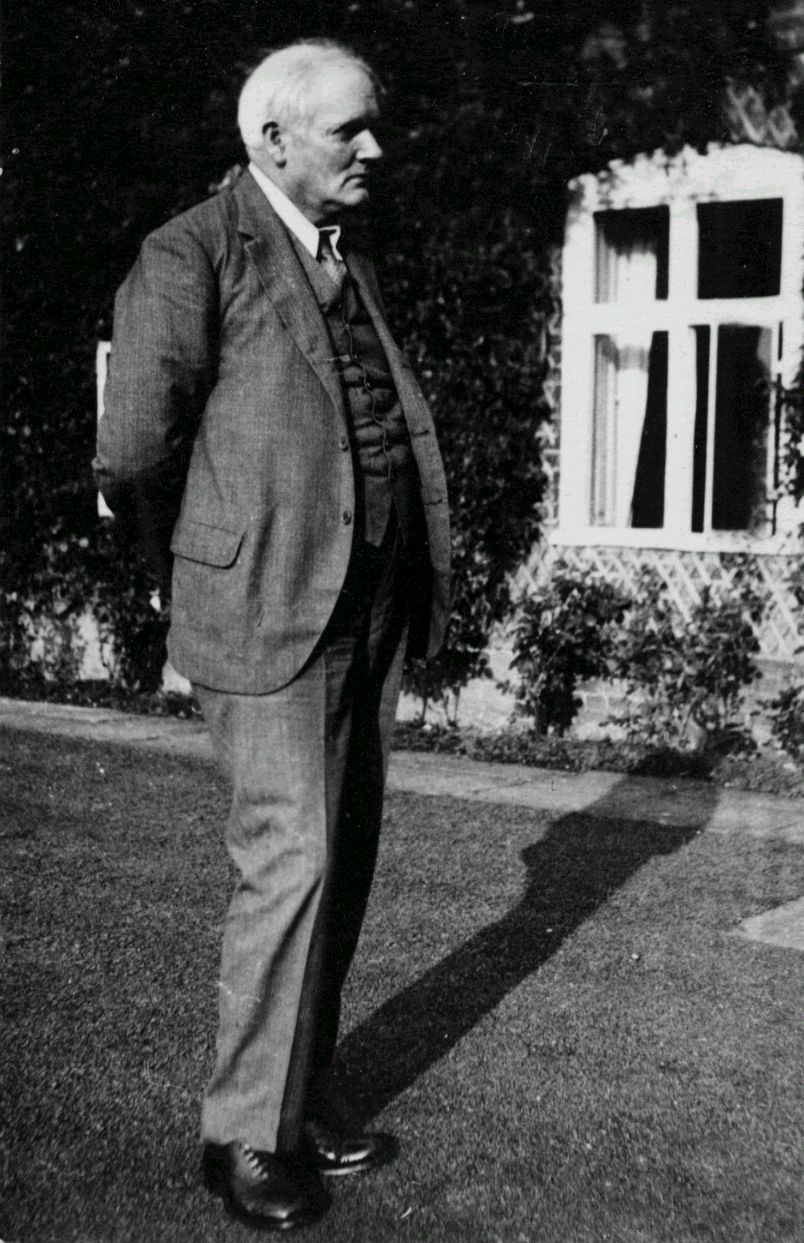
Tovey, c. 1938

Sir Donald Francis Tovey (17 de julho de 1875 – 10 de julho de 1940) foi um músico, professor e musicólogo do Reino Unido.
Desde jovem estudou piano e composição, sendo aluno de Hubert Parry. Tornou-se amigo íntimo de Joseph Joachim e tocou com ele no famoso Quarteto Joachim, em uma apresentação do Quinteto com Piano de Brahms. Sua obra de composição conquistou alguma notoriedade, sendo apresentada em Berlim, Viena e Londres. Seu concerto para piano foi executado com o autor como solista, sob a regência de Henry Wood em 1903 e Hans Richter em 1906. Nesta época já contribuía com inúmeros artigos sobre musicologia e crítica musical, participando como editor na edição de 1911 da Britannica.
Em 1914 começou a dar aulas na Universidade de Edimburgo, fundando lá a Orquestra Reid, para cujas récitas ele fornecia as notas críticas do programa, que mais tarde foram reunidas em seu livro mais conhecido, Essays in Musical Analysis. Com o passar dos anos seu interesse pela composição e pela performance diminuiu, concentrando-se na atividade teórica, em parte por um problema físico em sua mão. Mesmo assim, suas obras completas abrangem dezenas de peças, de sinfonias, concertos e uma ópera a peças de câmara, canções e obras para instrumento solo.
Tovey produziu várias edições críticas para obras alheias, destacando-se edições completas da Arte da Fuga e do Cravo Bem Temperado, de Bach, consideradas obras de referência até hoje, em especial a última. Em 1935 foi sagrado cavaleiro.